# Казамор
Казамор (фр. Casamaures, «мавританский дом») — вилла, расположенная в городе Сен-Мартен-ле-Вину, в департаменте Изер региона Рона-Альпы (Франция). Здание является частью культурного пейзажа окрестностей Гренобля, в 54 метрах от автотрассы А48, со стороны горы Мон Жалла.
Казамор был построен между 1855 и 1876 годами в неомавританском стиле жителем Гренобля, бывшим военным врачом Жозефом Жюльеном, по прозвищу Кошар (Cochard), который полностью разорился за время постройки. Имение включает в себя сам жилой дом (с сохранившимися интерьерами), террасу, оранжерею и зимний сад. Здание является одним из первых примеров постройки из формированного бетона (fr:Ciment naturel prompt), старейшее сохранившееся здание, построенное по такой технологии во Франции.
Имение несколько раз меняло хозяев, с 1922 по 1943 год «Виллой магнолий» владели Жак и Гортензия Бурбута (фр. Bourboutaa), с середины XX века оно было заброшено. В 1981 году его приобрёл художник Кристиан Гишар. При оформлении сделки нотариус официально закрепил в нотариальном акте написание названия как Casamaures — по желанию покупателя Casa Maures («дом мавров») стал Cas’amore («дом любви»). Гишар начал реставрацию виллы, которая длится уже более 30 лет.
В 1992 году Казамор получил статус исторического памятника.
В саду имеется старая магнолия, возраст которой около 150 лет. В январе 2007 года она была причислена к «особым деревьям Франции», став одной из пяти магнолий с таким статусом.
Вилла открыта для посещения.
Казамор является местом встреч двух ассоциаций: Казамор вчера и сегодня (создана в 1985 для того, чтобы организовывать там различные мероприятия, экскурсии и выставки) и Мастерская подсолнухов (создана в 1986 для сохранения и создания солнечных часов).

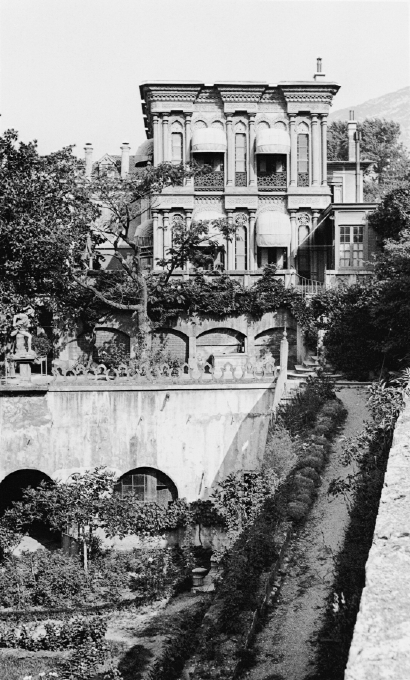
Вилла в 1922 году

## Предпосылки создания

### Ориентализм
В XIX веке, в эпоху колониализма, в Европе зарождается мода на ориентализм и интерес к тайнам Востока, которые хранят Турция, Индия, Северная Африка и Средний Восток. Обыватели следят за жизнью путешественников, ботаники ищут экзотические растения, художники и скульпторы создают работы на восточные сюжеты, а писатели пишут истории в восточном стиле, при этом в их произведениях смешиваются приметы разных мест и разных эпох.
Ориентализм быстро проникает в живопись и декоративно-прикладное искусство, но мало кто осмеливается замахнуться на постройку целого здания в этом стиле. Так, в Альпах он проявляется лишь как изменение оформительской палитры зданий, а не как изменение их структуры. В целом, мавританская архитектура в Европе XIX века преимущественно возрождает средневековый стиль испанских мавров, при этом черты восточного стиля Оттоманской Турции и Андалузии не особо различаются.

### Архитектура Гренобля в мавританском стиле
Ветераны войны в Алжире возвращаются во Францию, неся с собой воспоминания о минаретах, айванах и арабесках и других отличительных чертах исламской архитектуры. В Гренобле, городе-гарнизоне, в это время базируется Восточная армия со своими зуавами. Сюда же в 1817 году после египетских походов возвращается «отец египтологии» Жан-Франсуа Шампольон. Именно военные, ровно как христианские миссионеры, дали толчок к строительству в ориентальном стиле в окрестностях Гренобля.
Так, полковник де Бейлие возводит восточный зал для коллекций Гренобльского музея, маршал Рандон строит часовню в форме алжирского марабута, ставшую его усыпальницей (1865), а епископ Фава предписывает следовать мавританскому стилю при возведении церкви Богоматери Примирительницы (фр. église Notre-Dame Réconciliatrice). Тогда же, в середине XIX века, начинает строить свою виллу военный врач Жозеф Жюльен.